# Ray Fairfax
Raymond John Fairfax (sinh ngày 14 tháng 11 năm 1941) là một cựu cầu thủ bóng đá người Anh thi đấu cho Northampton Town và West Bromwich Albion.